# Rosemary Kennedy
Rose Marie Kennedy, dite Rosemary Kennedy, née le 13 septembre 1918 à Brookline dans le Massachusetts et morte le 7 janvier 2005 à Fort Atkinson dans le Wisconsin, est une socialite américaine, membre de la famille Kennedy. Elle est le troisième enfant, première fille de Joseph Patrick Kennedy et de Rose Fitzgerald, et la sœur cadette de John Fitzgerald Kennedy, 35e président des États-Unis. 
Présentée comme souffrant de troubles de l'humeur et du comportement, Rosemary subit, à l'âge de 23 ans, une lobotomie pratiquée par les médecins Walter Freeman et James Watts, et se retrouve handicapée mentale pour le reste de sa vie. Cachée du public et mise à l'écart de sa famille dans un établissement psychiatrique puis religieux, sa condition est occultée durant des années, jusqu'à l'attaque cérébrale de son père en 1961, date à laquelle elle retrouve ses proches.

## Biographie

### Naissance, enfance, jeunesse et études

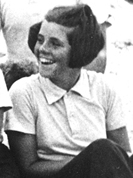
Rosemary Kennedy en septembre 1931.

Rose Marie Kennedy est née le 13 septembre 1918, dans la maison familiale de ses parents à Brookline dans le Massachusetts, où sont également nés son frère aîné John et sa sœur cadette Kathleen. Elle est le troisième enfant et la première fille de Joseph Patrick Kennedy et de son épouse Rose Fitzgerald. Selon son père, Rosemary était atteinte d'un léger retard mental associé à des troubles de l'humeur et du comportement, probablement lié à un accouchement difficile où son cerveau aurait manqué d'oxygène pendant de longues minutes. À l'âge de 4 ans, elle n'est pas autorisée à passer dans la classe supérieure ; ses parents consultent alors des spécialistes et lui cherchent des écoles adaptées. 

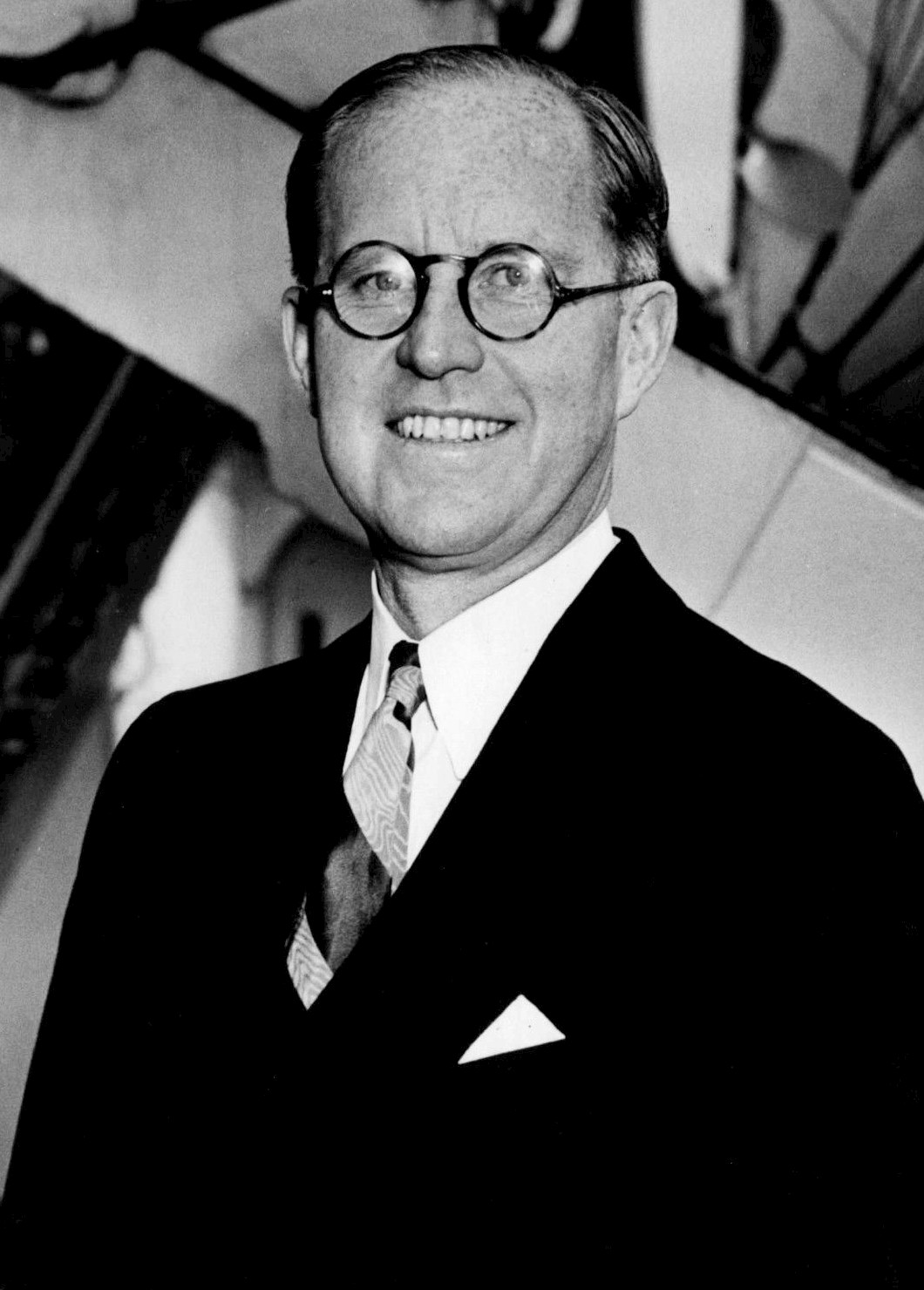
Joseph « Joe » Kennedy, père de Rosemary Kennedy, photographié en 1938.

Lorsque son père devient ambassadeur des États-Unis en Angleterre, elle intègre l'école Montessori de Hertfordshire . À leur retour d'Europe, elle est finalement scolarisée dans un couvent de Rhode Island.
Dans les années 1930, Rosemary est surtout une jeune femme qui aime les fêtes, et qui ne se préoccupe pas beaucoup de son avenir, que son père veut « brillant » et irréprochable, comme pour ses autres enfants. C'est une jeune fille de la bourgeoisie bostonienne, pratiquant la voile et le tennis, le tennis de table et le badminton, jouant au bridge, allant au bal, et invitant des amis dans la maison familiale pour des séances privées de cinéma, grâce aux bobines que son père rapporte de Hollywood.
Début 1938, les Kennedy s'installent à Londres, où Joseph Kennedy a été nommé ambassadeur par Franklin Roosevelt. Rosemary poursuit alors ses études au couvent des Sœurs de l'Assomption à Kensington Square et y obtient un diplôme d'enseignante en mars 1939.
Rosemary est rapatriée aux États-Unis dès le début de la Seconde Guerre mondiale, sa santé mentale s'étant soudainement aggravée selon les témoignages de sa mère : les crises d'hystérie et de colères inexpliquées se sont multipliées. Mais ce sont surtout ses sorties nocturnes et son intérêt pour les garçons qui offusquent sa mère très religieuse, et font craindre un scandale pour la famille.

### Lobotomie et conséquences post-opératoires

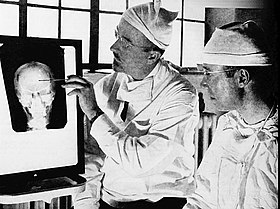
Walter J. Freeman (à gauche) et James W. Watts (à droite), 1941.

À l'automne 1941, après un diagnostic de « dépression agitée », les médecins Walter Jackson Freeman et James Watts suggèrent à Joseph Kennedy de pratiquer une lobotomie préfrontale (pratique neurochirurgicale alors en plein essor dans le domaine de la psychochirurgie, considérée comme une manière révolutionnaire de soigner les troubles psychiatriques) pour endiguer les crises et restaurer la joie de vivre de Rosemary. Joseph Kennedy, qui a décidé seul de l'opération, a vraisemblablement été convaincu que cette dernière permettrait d'augmenter le QI de sa fille et donc de la rendre aussi « parfaite » que le reste de la famille.
Cette opération, réalisée en novembre 1941, n'a pas du tout l'effet escompté : Rosemary se retrouve avec l'âge mental d'un enfant de deux ans incapable de s'exprimer de façon cohérente, et souffre d'incontinence. Devenue handicapée mentale et physique à cause de la lobotomie, elle est tout d'abord placée à la Craig House, un hôpital psychiatrique privé situé à Beacon, à environ une heure au nord de New York, jusqu'en 1949. À partir de cette date, après avoir été abusée sexuellement, elle est internée à St. Coletta, à Jefferson dans le Wisconsin, chez des religieuses franciscaines. Là, elle est installée dans un petit pavillon de brique construit à son intention, près d'Alverno House, bâtiment réservé aux séjours de longue durée. Elle y vit jusqu'à sa mort. Rosemary, qui perdit sa motricité et l'usage de la parole à la suite de l'opération, réapprit à marcher, mais en boitant. Elle n’a jamais retrouvé la capacité de parler clairement et l'un de ses bras était paralysé. Son histoire est parfois considérée comme ayant inspiré et motivé sa sœur Eunice Shriver, qui fonda les Jeux olympiques spéciaux en 1968.

### Occultation de sa condition
Si en public, Rosemary Kennedy est simplement présentée comme handicapée mentale, seules quelques personnes dans l'entourage des Kennedy connaissent la véritable raison de son état. Néanmoins, en juin 1953, le Saturday Evening Post, publiant un article sur la carrière prometteuse de John Fitzgerald, raconte que toute la famille s'est mobilisée autour de lui pour la campagne électorale, à l'exception de Ted, parti à l'armée en Allemagne, et de Rosemary, présentée comme « institutrice dans le Wisconsin ».
En 1959, un proche de la famille Kennedy, James McGregor Burns (en) publie un ouvrage dans lequel il explique que Rosemary « s'occupe d'enfants attardés ». Cette explication est remise en cause quelques mois plus tard par une nouvelle version de Joe Kennedy qui relate que sa fille aînée aurait été victime, durant l'enfance, d'une « méningite spinale ». La victoire de JFK à la présidentielle impose la version « officielle » définitive selon laquelle Rosemary serait née déficiente mentale.
Joe interdit que la famille rende visite à Rosemary, après conseils des médecins, qui considèrent que c'est pour son bien.
En 1961, l'attaque cérébrale de son père, qui le laisse hémiplégique et presque privé de parole, permet à ses frères et sœurs d'apprendre où elle est internée, et à Rosemary de sortir de son isolement. C'est ainsi qu'occasionnellement, notamment après le décès de son père en 1969, elle reçoit de nouveau des visites et se rend auprès de ses proches en Floride, à Washington, ou bien encore dans la résidence familiale de Hyannis Port (en) (Hyannis) au cap Cod. Elle n’a jamais retrouvé la capacité de parler clairement et son bras était paralysé. Son père ne l'a jamais revue. La lobotomie de Rosemary n'est rendue publique qu'en 1987.

### Mort et postérité
Rosemary Kennedy décède de causes naturelles le 7 janvier 2005 à l'âge de 86 ans, au Fort Memorial Hospital à Fort Atkinson dans le Wisconsin, en présence de son frère Ted, et de ses sœurs Jean, Eunice et Patricia. Elle est la cinquième enfant Kennedy à mourir, mais la première de cause naturelle. Elle repose auprès de ses parents au cimetière Holyhood de Brookline (Massachusetts).
Un livre écrit par l'historienne américaine Kate Clifford Larson, intitulé Rosemary, l'enfant que l'on cachait (Rosemary: The Hidden Kennedy Daughter), et paru en 2016, retrace son destin tragique.

## Documentaire
- 2019 : Qu'est-il arrivé à Rosemary Kennedy ? réalisé par Patrick Jeudy[14].

### Filmographie
- Qu'est-il arrivé à Rosemary Kennedy ?, Patrick Jeudy, France, 2018